# Adrian Zenz

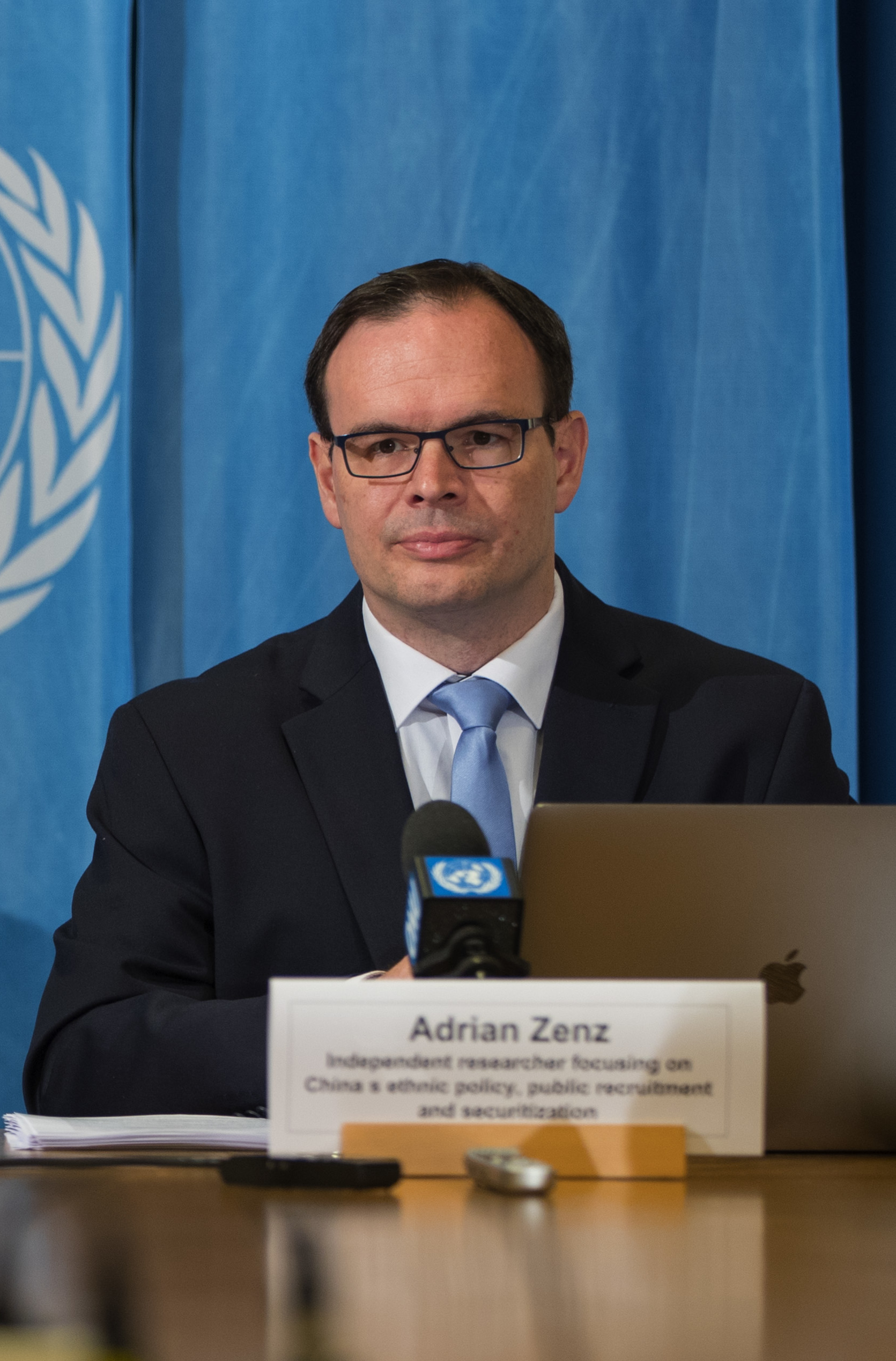
Adrian Zenz (2019)

Adrian Zenz (* 1974) ist ein deutscher Anthropologe. Er ist vor allem für seine Forschung zu den Umerziehungslagern in Xinjiang bekannt, in denen die Volksrepublik China Uiguren und Angehörige anderer turkstämmiger Ethnien in großer Anzahl ohne Gerichtsverfahren inhaftiert hat. Zenz ist Senior Fellow für Chinastudien an der Victims of Communism Memorial Foundation.

## Biografie
Adrian Zenz schloss sein Studium der Entwicklungswissenschaft an der University of Auckland mit einem Masterabschluss ab, gefolgt von einem Ph.D. in Sozialanthropologie an der University of Cambridge. Der Titel der Dissertation zur Erlangung seines Ph.D.-Titels, der ihm im akademischen Jahr 2009/2010 am Department of Social Anthropology der University of Cambridge verliehen wurde, lautet „Tibetanness Under Threat? Sinicisation, Career and Market Reforms in Qinghai, P.R. China“. Für diese Doktorarbeit in Sozialanthropologie betrieb er in den Jahren 2006 bis 2008 Feldforschung zum Bildungssystem, zu Arbeitsmöglichkeiten und ethnischer Identität junger Tibeter in der Provinz Qinghai.
Er war Lecturer für Empirische Sozialforschung an der European School of Culture and Theology, einem Unternehmen der evangelikalen theologischen Institution Akademie für Weltmission, wo er bis heute Doktoranden betreut. Im Sommer 2018 zog er von Europa in die Vereinigten Staaten. Jahrelang betrieb Zenz seine Studien über die Unterdrückung der Uiguren in Xinjiang Medienangaben zufolge institutionell unabhängig und auf eigene Rechnung. 2019 bestritt Zenz seinen Lebensunterhalt zunächst noch als Freiberufler in der IT-Branche.
Seit 2019 ist Zenz als Senior Fellow für Chinastudien beim Think-Tank Victims of Communism Memorial Foundation. Zenz ist auch als Berater der Inter-Parliamentary Alliance on China tätig.
Zenz war ursprünglich römisch-katholisch; er bezeichnet sich inzwischen als wiedergeborener Christ in evangelikaler Tradition.

## Anthropologische Forschung
Zenz ist ein Tibet-Experte und hat diesem Thema den größten Teil seiner Arbeit gewidmet. Als Zenz in Tibet studierte, war Chen Quanguo als KPCh-Chef die bestimmende Figur des chinesischen Parteistaats im Autonomen Gebiet Tibet und setzte sein „Befriedungsprogramm“ in dieser Region um. Erst nach Ernennung Chens zum KPCh-Chef des Uigurischen Autonomen Gebiets Xinjiang im Jahr 2016 sollte Zenz später sein Hauptaugenmerk auf Xinjiang richten und spezialisierte sich auf das Thema der Behandlung der ethnoreligiösen Minderheit der Uiguren durch den chinesischen Staat.
Gegenüber dem Wall Street Journal gab Zenz im Mai 2019 an, dass er die Motivation für seinen Einsatz für religiöse Minderheiten aus seinem christlichen Glauben schöpfe und dass er sich bei seiner Forschung „ganz klar von Gott geleitet“ fühle.

### Tibet
Im Jahr 2013 wurde ein Buch von Zenz über das zeitgenössische Tibet veröffentlicht, das insbesondere auch die chinesische Minderheitenpolitik und allgemeiner den Forschungsbereich pädagogische Anthropologie behandelt.
Nach langjähriger Behandlung der Xinjiang-Thematik beschäftigte sich Zenz erneut mit seinem ursprünglichen Forschungsgebiet Tibet und veröffentlichte im September 2020 eine auf Auswertung von Staatsmedienberichten, Regierungsdokumenten und Satellitenaufnahmen beruhende Studie zu massenhafter Zwangsarbeit in Tibet. Zenz zufolge sollen ursprünglich in Tibet erprobte Methoden staatlicher Repression und Versicherheitlichung nachfolgend bei den Uiguren und anderen ethnischen Minoritäten in Xinjiang angewandt worden sein, umgekehrt aber auch das in Xinjiang angewandte System von Zwangsarbeit später in Tibet Anwendung gefunden haben, so dass von einer „positiven Rückkopplung“ erzwungener Assimilation gesprochen werden könne. In einem Gastbeitrag eines Blogs des Council on Foreign Relations bemängelte der ehemalige Leiter der Modern Tibetan Studies an der Columbia University, Robert Barnett, dass diese von der Jamestown Foundation publizierte Studie von Zenz ohne vorheriges Peer-Review, ohne begleitende Überprüfung durch Feldstudien und ohne Referenz auf die Arbeiten anderer Forscher mit Fachkenntnissen zur Thematik, stattdessen aber in Abstimmung mit einer zeitgleich zur Veröffentlichung der Studie stattfindenden „prominenten Medienkampagne“ erfolgt war.

### Xinjiang
Zenz' einflussreichste Veröffentlichungen behandeln seine Forschung zu Massenverhaftungen und -inhaftierungen von Uiguren, Kasachen und Angehörigen anderer turksprachiger Minderheiten in den Umerziehungslagern in Xinjiang. Zenz war einer der ersten Forscher, der Existenz, Größe und Umfang dieser Lager aufdeckte. Seine verschiedenen Studien trugen seit 2018 nicht nur dazu bei, die mediale Aufmerksamkeit für das Thema zu wecken, sondern auch immer wieder darauf zu lenken, so dass ihnen ein stark überproportionaler Anteil bei der Aufdeckung der Menschenrechtsverstöße in Xinjiang und der Aufrechterhaltung des Diskurses zur Thematik zukam.
Nachdem Zenz im Jahr 2016 über Internetrecherche aus Dokumenten wie Stellenanzeigen und Bauprojekten Informationen der Behörden den Aufbau von Polizeikräften in Tibet hatte zusammentragen können, orientierte er sich vom Thema der tibetischen zur uigurischen Minderheit um. Damit soll er einer Anregung von James Leibold, einem Experten für chinesische Minderheitenpolitik, gefolgt sein. Nachdem Zenz auf einem Treffen der International Association of Tibetan Studies in Norwegen im Jahr 2016 einen Vortrag über die in kurzer Zeit stark gestiegene Anzahl von Polizei- und Sicherheitsstellen in Tibet gehalten hatte, war er nach eigener Aussage von Leibold gebeten worden, ähnliche Daten wie für Tibet auch für Xinjiang zu recherchieren.
Zu dieser Zeit leitete der zuvor als KPCh-Chef Tibet amtierende Chen Quanguo als neuer KPCh Xinjiangs dort eine verschärfte Minderheitenpolitik ein. In der Folge machten Zenz' Xinjiang-Recherchen wie etwa zu den „China Cables“, zur „Karakax-Liste“ oder zum „Nankai-Report“ die Repression der Uiguren in der Breite publik.
Im Mai 2018 wurde eine Studie von Zenz veröffentlicht, in der er vor allem anhand von chinesischen Veröffentlichungen und geleakten chinesischen Regierungsdokumenten Belege für die seit 2016 vorangetriebene Einrichtung und Existenz von Umerziehungslagern für ethnische Minoritäten in der gesamten Region des Uigurischen Autonomen Gebiets Xinjiang vorlegte. Diese Studie von Zenz diente als wichtige Grundlage für Experten des UN-Ausschusses für die Beseitigung der Rassendiskriminierung, der die Situation der ethnischen Minoritäten in Xinjiang im August 2018 in Genf behandelte und die Verbreitung der Angabe förderte, dass sich die Anzahl der in Internierungslagern Xinjiangs festgehaltenen Angehörigen der ethnischen Minderheit der Uiguren auf über eine Million belaufe. Vor dem Ausschuss gab die chinesische Delegation die Existenz der Lager zu, verwies jedoch darauf, dass es sich dabei um „Berufsbildungszentren“ handele. In Folge dieser öffentlichen Verhandlungen rückte die Verfolgung der Uiguren in den Blickpunkt der Weltöffentlichkeit.
Auch in den Jahren nach seiner Studie von 2018 erschienen regelmäßig Publikationen von Zenz zur Situation der ethnischen Minderheiten in Xinjiang. So publizierte Zenz im Juni und Juli 2020 für die neokonservative Denkfabrik Jamestown Foundation zum Thema der Unterdrückung der Geburtenrate von Uiguren in Xinjiang. Im Dezember 2020 folgte eine Veröffentlichung im Auftrag des Center for Global Policy zum Thema der Zwangsarbeit bei der Baumwollernte, für die Zenz den sogenannten Nankai-Report ausgewertet hatte.

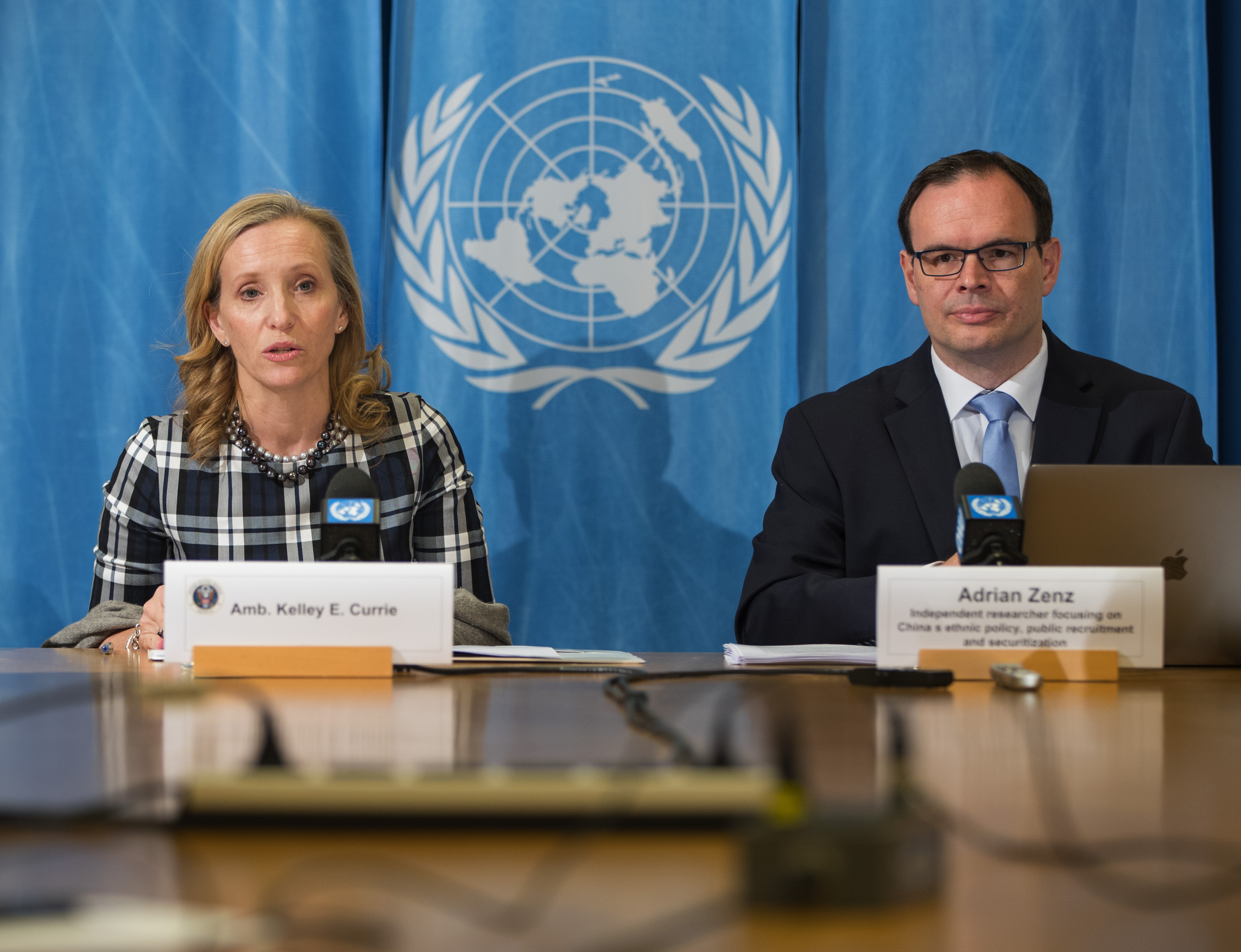
Adrian Zenz als auf die chinesische Ethnienpolitik spezialisierter Experte an der Seite von Kelley E. Currie (Office of Global Criminal Justice des US-Außenministeriums), bei einem Medienbriefing vor einer Veranstaltung zum Schutz der Grundfreiheiten in Xinjiang am 13. März 2019, die von der Ständigen Vertretung der Vereinigten Staaten in Genf gesponsert und gemeinsam von den USA, Kanada, Deutschland, den Niederlanden und Großbritannien bei den Vereinten Nationen in Genf ausgerichtet wurde.

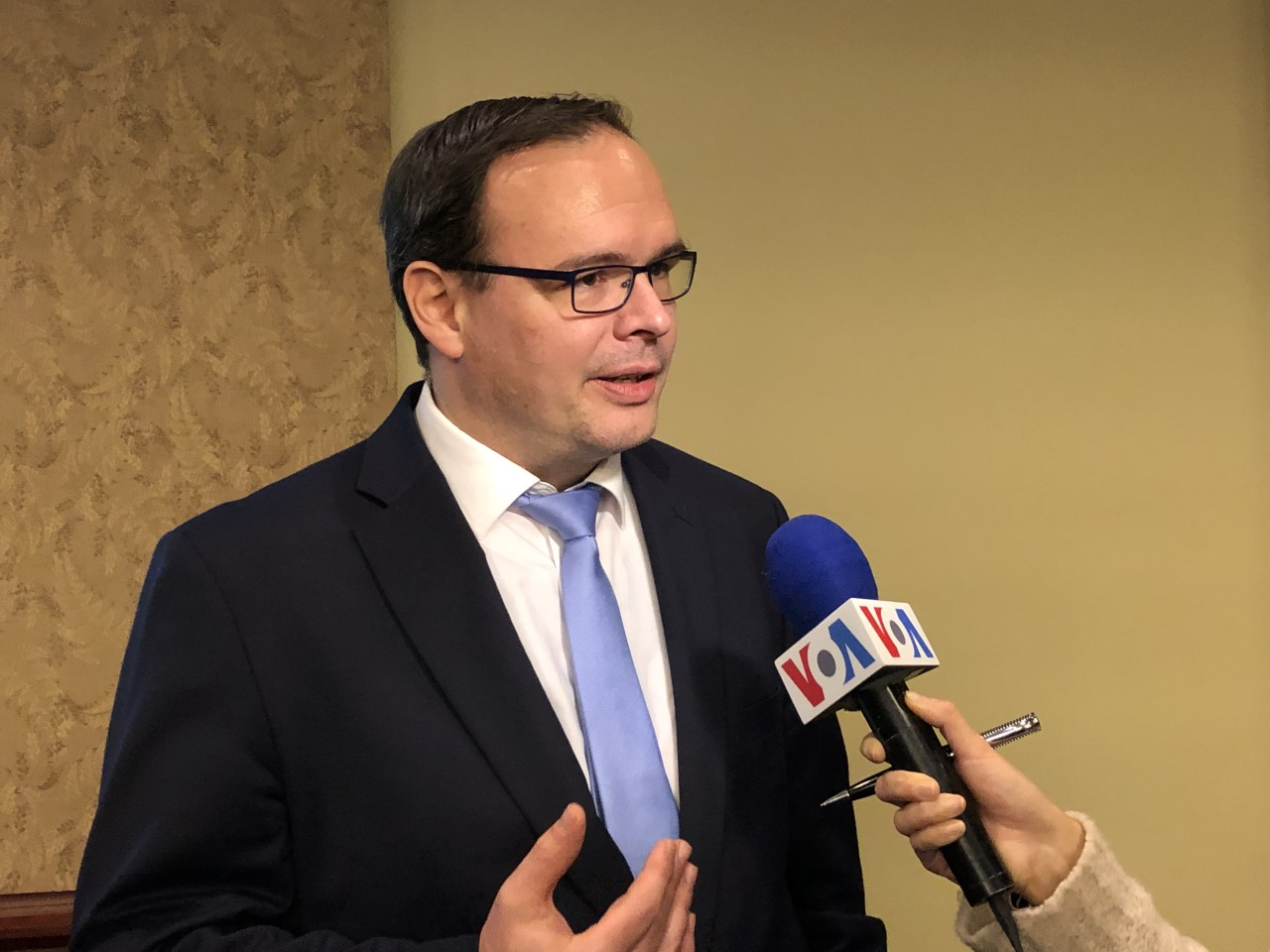
Adrian Zenz im Jahr 2020 vor einem Mikrophon der Stimme Amerikas (VOA). Zenz wurde 2020 zu seiner Einschätzung in Bezug auf das Karakax-Liste genannte Datenleak befragt.

In dem sich entwickelnden Diskurs über den Genozidcharakter der chinesischen Politik gegenüber den Uiguren seit 2018 gewann der Ausdruck „Genozid“ als Bezeichnung für einen vollständigen physischen Völkermord in akademischen, medialen oder juristischen Kreisen erst mit der Veröffentlichung von Zenz' Studie über Zwangssterilisationen und einem darauf aufbauenden Artikel der Nachrichtenagentur AP vom 29. Juni 2020 an Bedeutung. Im Jahr 2018 war Zenz vom Deutschlandfunk als Beispiel für Beobachter genannt worden, die für das chinesische Vorgehen bereits von „kulturellem Genozid“ sprachen. Zenz bekräftigte diese Einordnung in seiner im Juli 2019 im Journal of Political Risk erschienenen Studie und wurde 2019 von Medien wie der deutschen Tagesschau oder der Wochenzeitung Die Zeit als Experte zitiert, der den Umgang der chinesischen Regierung mit den Uiguren als „kulturellen Genozid“ einstufte. Zu diesem Zeitpunkt hatte sich bereits ein Richtungs- und Narrativwechsel sowie eine Neudefinition der Beziehungen der Europäischen Union zu China vollzogen, da die EU China nach ihrem Strategiepapier 2019 (vom 12. März 2019) angesichts des autoritären chinesischen Gesellschaftsmodells als „systemischen Rivalen“ ansah. Auch die US-amerikanische Politik ging seit etwa 2019 nicht mehr wie in den vorangegangenen vier Jahrzehnten davon aus, dass sich China im Zuge zunehmender Globalisierung und wachsender ökonomischer Entwicklung allmählich in Richtung Liberalisierung und Demokratisierung bewege.
Im Jahr 2020 wurde Zenz dann in internationalen Medien damit zitiert, dass er das Vorgehen der chinesischen Regierung als „demographischen Genozid“ oder wie in seiner Studie zur Unterdrückung der Geburtenrate von Uiguren in Xinjiang als „demographische Genozid-Kampagne“ bezeichnete. Das Editorial Board der Washington Post, das als eine Art Redaktionsrat die Sichtweise der Zeitung bestimmt, stützte sich ausdrücklich auf diese Studie von Zenz, als es Anfang Juli 2020 die chinesische Politik nicht mehr nur als „kulturellen Genozid“ einordnete, der auf die Auslöschung von Sprache, Traditionen und Lebensweise der Uiguren abziele, sondern darüber hinaus auch als eine Form des „demografischen Genozids“, der aus der Auferlegung von Zwangssterilisationen und anderen Maßnahmen zur Reduzierung der uigurischen Bevölkerung resultiere. Zenz gehörte auch zu dem Autorenteam von über 30 international auf die Gebiete internationales Recht, Völkermord, ethnische Politik Chinas und die Region Xinjiang spezialisierten Fachleuten, die einen im März 2021 von der Denkfabrik Newlines Institute for Strategy and Policy (vormals bekannt als: Center for Global Policy) in Kooperation mit dem Raoul Wallenberg Centre for Human Rights herausgegebene Report verfasst haben, in dem man zum Ergebnis kam, dass die chinesische Führung die „staatliche Verantwortung für einen anhaltenden Genozid gegen die Uiguren“ trage und gegen die UN-Genozidkonvention von 1948 verstoße. Kurz darauf ordnete das Editorial Board der Washington Post die Situation in Xinjiang bereits als eine von China gegen die Uiguren und andere Muslime betriebenen Völkermordkampagne ein, sprach vom „Uyghur genocide“ und berief sich dabei sowohl auf den Bericht des Newlines Institute for Strategy and Policy, als auch auf andere Positionen von Zenz.
Zenz wurde zudem als Sachverständiger zum Thema Menschenrechtsverletzungen in China von Parlamentsausschüssen geladen, so etwa in den USA oder in Kanada. Auch in Deutschland erschien er als unabhängiger Forscher – zu dieser Zeit an der European School of Culture and Theology – mit Stellungnahmen für den Ausschuss für Menschenrechte und humanitäre Hilfe des Deutschen Bundestages, so auf Einladung der CDU/CSU-Fraktion als Sachverständiger im April 2019, im November 2020 und im Mai 2021.
Auch wurde Zenz als Expertenzeuge zur Anhörung vor dem sogenannten „Uyghur Tribunal“ (dt.: „Uiguren-Tribunal“) in London geladen, wo er am 7. Juni 2021 seine Aussage über Chinas mutmaßliche Politik zur Reduzierung des natürlichen Bevölkerungswachstums im südlichen Xinjiang ablegte. Etwa zeitgleich zu seiner Aussage vor dem „Uiguren-Tribunal“ wurde seine zu diesem Zeitpunkt neueste Studie zum selben Thema herausgegeben. Bei dieser, von der wissenschaftlichen Zeitschrift Central Asian Survey zur Veröffentlichung akzeptierten Studie handelte es sich um die erste wissenschaftliche Analyse mit vorherigem Peer-Review, die die langfristigen demographischen Auswirkungen des mehrjährigen Vorgehens der VR China gegen die Uiguren und anderen turksprachigen Minderheiten in Xinjiang behandelte. Bei der sogenannten „Dritten Anhörung“ vor dem „Uyghur Tribunal“ am 27. November 2021 wurde Adrian Zenz erneut als Sachverständiger gehört und stellte neue Ergebnisse zu den „Xinjiang Papers“ in einer Studie vor, für die James Millward (Georgetown University, Washington, D.C.) und David Tobin (University of Sheffield) ein Peer-Review durchführten, und die seiner Auswertung zufolge belegen sollten, dass die in Xinjiang an den Uiguren angeblich begangenen Menschenrechtsverbrechen direkt und wissentlich von der obersten chinesischen Staatsführung geplant und angeordnet worden waren.
Die Forschung von Zenz soll erheblichen Anteil daran gehabt haben, dass die US-Regierung unter Donald Trump im Januar 2021 ein Importverbot von Baumwolle aus Xinjiang erließ und auch unter Joe Biden das chinesische Vorgehen in Xinjiang als einen „Genozid“ an den Uiguren einstufte.
Zenz wurde ein Datensatz zugespielt, der Ende Mai 2022 als „Xinjiang Police Files“, nach Überprüfung und Auswertung durch mehrere internationale Medien veröffentlicht wurde. Der Satz enthält interne Dokumente und Photos der chinesischen Behörden aus Xinjiang und belegt abermals, dass es sich bei den chinesischen Internierungslagern nicht um Bildungseinrichtungen handelt, und dass die Menschen dort gefangen gehalten werden.

## Reaktionen Chinas
Erst durch die seit 2018 veröffentlichten Berechnungen von Adrian Zenz erfuhr die Masseninternierung von Uiguren in chinesischen Umerziehungslagern Xinjiangs eine deutlich gewachsene Welle der Aufmerksamkeit. In der Folge hatte Zenz durch eine ganze Reihe von Studien einen maßgeblichen Anteil an der Aufrechterhaltung der medialen Aufmerksamkeit für das Thema. Zenz nahm mit seinen Publikationen zu verschiedenen Aspekten des Umgangs Chinas mit den Uiguren und anderen ethnischen Minderheiten eine Pionierrolle ein, so etwa 2018 mit seiner kalkulierten Angabe von bis zu einer Million Insassen in den Umerziehungslagern Xinjiangs, 2019 mit seinen Studien zur Zwangsarbeit von Uiguren in China oder 2020 mit seinen Untersuchungen zur Geburtenkontrolle in Xinjiang während der Amtszeit von Chen Quanguo als Parteisekretär. Mit seinen Studien zu den Lebensbedingungen der uigurischen Ethnie wurde Zenz zur zentralen Zielscheibe chinesischer Propaganda. Seine exponierte Position in diesem Thema machte ihn zu einem bevorzugten Angriffsziel der von der KPCh beherrschten Staatsmedien Chinas. Da Zenz als eine treibende Kraft der internationalen Kritik am Vorgehen Chinas in Xinjiang angesehen werden kann, kam es auch zu direkten persönlichen Angriffe gegen ihn, wobei die chinesischen Staatsmedien die Glaubwürdigkeit seiner Vorwürfe gegen den chinesischen Staat durch gezielten Rufmord zu schwächen versuchten.
Sowohl die jüngeren Arbeiten von Zenz als auch Zenz als Person selbst wurden von chinesischen Staatsmedien angegriffen und verunglimpft, wobei sich laut Robert Barnett (SOAS University of London) besonders der „pro-chinesische Wissenschaftsleugner“ Max Blumenthal hervorgetan haben soll. Blumenthal publizierte zusammen mit anderen Autoren auch auf dem von ihm im Jahr 2015 gegründeten US-amerikanischen Blog The Grayzone Artikel, die laut der Investigativjournalistin Bethany Allen-Ebrahimian die chinesische „Kampagne des kulturellen und demographischen Genozids in Xinjiang“ leugneten. Als Blumenthal 2019 in einem langen Artikel Adrian Zenz zu diskreditieren versuchte, beriefen sich Allen-Ebrahimian zufolge zunehmend chinesische Regierungsvertreter und Staatsmedien auf die Webseite The Grayzone und ihre Autoren.
Nach Bekanntwerden der sogenannten Karakax-Liste bezeichnete die staatliche chinesische Zeitung Global Times am 18. Februar 2020 die geleakten Dokumente mit Berufung auf chinesische Behörden als eine in geheimer Absprache mit „Ostturkestan“-Kräften fabrizierte und von Zenz „aufgebauschte“ Fälschung, nannte den von westlichen Medien im Zusammenhang mit der Karakax-Liste herangezogenen Zenz „anti-chinesisch“ und führte an, europäische und US-Geheimdienste könnten in die Leaks zur Uiguren-Verfolgung in China verwickelt sein.
Die Botschaft der Volksrepublik China in der Bundesrepublik Deutschland verbreitete im Februar 2021 die Angabe, dass eine Studie von Zenz „die einzige Quelle für die »Genozid«-Anklage gegen China“ sei. Sie schrieb weiter, Zenz sei der „Drahtzieher hinter den Lügen um den angeblichen »Genozid« usw. in Xinjiang“, der „immer wieder Daten verdreht, Dinge aus dem Kontext gerissen [sic!], die Wahrheit gebeugt und Zusammenhänge erfunden“ habe, „um die Lügen wie »Völkermord in Xinjiang« auszukochen“.
Als Beleg für diese Angaben zitierten die chinesische Botschaft in Berlin und chinesische Staatsmedien in verschiedenen Veröffentlichungen ausdrücklich einen auf der Webseite The Grayzone am 18. Februar 2021 veröffentlichten Artikel, der von Gareth Porter und Max Blumenthal verfasst worden war. Dieser Grayzone-Artikel wurde auch von der chinesischen Tageszeitung China Daily damit zitiert, dass missbräuchliche Verwendung von Daten und falsche Behauptungen durch Zenz in seiner im Juni 2020 erschienenen Studie Sterilizations, IUDs, and Mandatory Birth Control die alleinige Grundlage für die Entscheidung des US-Außenministeriums geboten hätten, die chinesische Politik als „Genozid“ an den Uiguren einzustufen. Nachdem das US-Außenministerium am 30. März 2021 seinen Menschenrechtsbericht 2020 veröffentlichte, in dem die US-Regierung unter Joe Biden erstmals offiziell das Vorgehen Chinas gegen die Uiguren als „Genozid“ einstufte, verkündete das chinesische Außenministerium durch seine Sprecherin Hua Chunying, der Menschenrechtsbericht 2020 der USA basiere auf „von einer Handvoll Anti-China-Kräften“ geschaffenen „Lügen und Desinformationen“, der „mutwillige“ Vorwurf eines in Xinjiang stattfindenden Genozids sei „die absurdeste Lüge des Jahrhunderts“ und bei dem von den USA immer wieder zitierten Untersuchungsbericht handle es sich bewiesenermaßen um eine von „antichinesischen“ Leuten wie Adrian Zenz „fabrizierte“ Desinformation.
Nachdem Zenz im November 2020 als Sachverständiger zum Thema Menschenrechtsverletzungen auf einer Sitzung des Menschenrechtsausschusses des Deutschen Bundestages angehört worden war, warf die chinesische Botschaft in Berlin dem Ausschuss in einer offiziellen Stellungnahme vor, „anti-chinesische Aktivisten wie Adrian Zenz“ eingeladen zu haben und „voller ideologischer Vorurteile“ mit „lehrmeisterhafter Arroganz gegenüber China“ aufzutreten. Die chinesische Botschaft forderte den Menschenrechtsausschuss und die beteiligten Politiker auf, sich nicht weiter „in die inneren Angelegenheiten Chinas einzumischen, damit sich die Beziehungen zwischen China und Deutschland ungestört weiterentwickeln können“.
In einer ungewöhnlich direkten Reaktion veröffentlichte die Chinesische Botschaft in Berlin am 9. März 2021 einen Text auf ihrer Homepage mit dem Titel Über den Drahtzieher hinter den Lügen um den angeblichen „Genozid“ usw. in Xinjiang. Darin geht sie Adrian Zenz persönlich an. Die Chinesische Regierung wirft ihm vor, Rassist zu sein und Lügen zu verbreiten. Ausführlich wird auf seine Zugehörigkeit zu Glauben als Wiedergeborener Christ verwiesen und er als Gegner von Homosexualität und Gleichberechtigung diskreditiert. „Der von diesem Menschen im Auftrag der von CIA gelenkten Jamestown Foundation verfasste sogenannte Bericht zu Xinjiang“ bilde die Grundlage China „an den Pranger zu stellen.“
Ein weiterer Greyzone-Artikel gab an, der im März 2021 erschienene Report The Uyghur Genocide der Denkfabrik Newlines Institute for Strategy and Policy Studies stütze sich „im wesentlichen auf die »Expertise« von Adrian Zenz“. Die Global Times gab an herausgefunden zu haben, dass Zenz einer der „star contributors“ des Newlines Institute for Strategy and Policy Studies gewesen sei, das „einigen westlichen Analysten“ zufolge enge Verbindungen zum International Institute of Islamic Thought (IIIT) aufweise, welches wiederum im Verdacht stehe „Terrorismus“ zu finanzieren. Die deutschsprachige Ausgabe des staatlichen Auslandsrundfunks der VR China, Radio China International, kritisierte den Newlines Institute for Strategy and Policy Studies-Bericht ebenfalls und behauptete, es sei verschwiegen worden, dass „der berüchtigte Anti-China-Gelehrte Adrian Zenz“ zu den Autoren des Berichts zählte. Sie bezichtigte Adrian Zenz zudem, „absichtlich die Beziehungen zwischen verschiedenen Ethnien in Xinjiang aufgehetzt“ zu haben.
Nachdem die Europäische Union am 22. März 2021 aufgrund mutmaßlicher schwerer Menschenrechtsverletzungen Chinas an den Uiguren erstmals seit 1989 Sanktionen gegen chinesische Personen und Institutionen verhängt hatte, reagierte China noch am selben Tag mit der Verhängung von Sanktionen gegen vier Organisationen (darunter das Mercator Institute for China Studies, das Politische und Sicherheitspolitische Komitee und der Menschenrechtsausschuss im EU-Parlament) und zehn Personen aus der EU, zu denen neben Parlamentariern aus Deutschland, Litauen, Belgien, Frankreich, Bulgarien, der Slowakei und den Niederlanden auch die Forscher Björn Jedsen und Adrian Zenz gehörten. China warf Zenz und allen anderen, von den chinesischen Sanktionen Betroffenen vor, „Chinas Souveränität und Interessen schwer zu schaden und bösartig Lügen und Desinformationen zu streuen“. Die Global Times gab als Begründung der chinesischen Sanktionen gegen Zenz an, Zenz sei ein „berüchtigter Anti-China-Pseudoforscher“ oder „Anti-China-Pseudogelehrter“ und habe „Gerüchte über Xinjiang verbreitet und aktiv eine Desinformationskampagne gegen China vorangetrieben“. Er sei ein „rechtsextremer fundamentalistischer Christ“, der sich selbst „von Gott geführt“ auf einer „Mission“ gegen China befindlich erkläre, und er nehme die Rolle eines „Senior Fellow“ in einer „Forschungsgruppe“ ein, die von der „US-Geheimdienstgemeinschaft“ gegen die „Berufsbildungszentren in Xinjiang“ aufgestellt worden sei. Zenz habe mehrere aufsehenerregende Berichte über Xinjiang „auf Social-Media-Plattformen wie Twitter“ erstellt und „akademische Forschung über Xinjiang fabriziert“, in der er „Gerüchte wie eine umfassende Überwachung örtlicher ethnischer Minderheiten und Zwangsarbeit der Uiguren“ in Umlauf gebracht habe. Dieses „Fehlverhalten“ von Zenz habe die „Bürger von Xinjiang in Wut versetzt“. Berichten in chinesischen Staatsmedien zufolge erhoben mehrere Unternehmen in Xinjiang Anklage auf Schadensersatz gegen Zenz vor einem Gericht in der Region. Nach Angabe chinesischer Staatsmedien hätten verschiedene lokale Unternehmen und Einzelpersonen rechtliche Schritte gegen Zenz aufgrund der von ihm verbreiteten Behauptungen über „Zwangsarbeit“ eingeleitet, weil diese ihren Ruf geschädigt und ihnen wirtschaftliche Verluste eingebracht hätten. Die chinesische Führung machte Zenz dafür verantwortlich, dass es in den USA zu dem Importverbot für in Xinjiang produzierte Baumwolle gekommen war.

## Kritik

### Allgemeines
Vonseiten einiger Zenz-Gegner, die sich oftmals als Friedensaktivisten darstellen, teilweise aber keine unbestrittene Expertise in fachlichen oder China-bezogenen Belangen vorweisen können, wurde die politische Einstellung der Organisation Victims of Communism Memorial Foundation (VOC), für die Zenz arbeitet, als klar anti-China und extrem rechts-konservativ kritisiert. Auch wurde die wissenschaftliche Integrität von Zenz von ihrer Seite durch persönliche Angriffe in Frage gestellt, ohne allerdings seine Studien einer sachlichen Analyse zu unterziehen.
So geht beispielsweise eine Veröffentlichung der Transnational Foundation for Peace & Future Research (TFF), die verschwörungstheoretische Merkmale aufweist, vom Bestehen eines „Military-Industrial-Media-Academic Complex“ aus, der das Thema der Menschenrechte lediglich vorschiebe und als Mittel der Auseinandersetzung in einem „Kalten Krieg“ gegen die VR China („China Cold War Agenda“, CCWA) einsetze. Für die Genozid-Vorwürfe gegen die VR China macht die TFF in dieser Publikation eine angeblich bestehende und aus äußerst gegensätzlichen Interessengruppen (namentlich „Christian fundamentalism + hawkish conservative U.S. foreign policy circles + Muslim Brotherhood circles + extreme anti-Communism + pro-Israel lobby circles + the politicising human rights machinery“) zusammengesetzte Anti-China-Koalition verantwortlich, ohne dass deren Zusammenwirken allerdings von der TFF belegt worden wäre.

### Einzelstimmen
Mechthild Leutner, emeritierte Sinologin (Freie Universität Berlin) und ehemalige Leiterin des staatlich-chinesischen Berliner Konfuzius-Instituts, kritisierte in einem Gastkommentar in Der Tagesspiegel am 19. Februar 2020, dass in den Medien häufiger Persönlichkeiten wie Zenz, die „randseitigen evangelikalen Bildungsstätten“ zugeordnet sind, anstelle von Sinologen zitiert würden. Laut Leutner führe dies zu einem medialen Mangel an differenzierten Analysen über China. Leutner, die von der Fraktion Die Linke als Sachverständige zur 66. Sitzung des Ausschusses für Menschenrechte und humanitäre Hilfe im November 2011 in den Deutschen Bundestag geladen wurde, ordnete in ihrer Stellungnahme vor dem Ausschuss, deren Skript sie nicht zur Veröffentlichung freigab, die Internierungslager in Xinjiang als Teil der „Präventivmaßnahmen gegen Extremismus“ mit Programmen „zur Armutsbekämpfung“, „zur beruflichen Qualifizierung“ sowie „zur Schaffung von Arbeitsplätzen“ ein. Zu diesen Maßnahmen habe auch die Einrichtung von „Zentren“ für Menschen gehört, die nachweislich in „terroristische“, „separatistische“ oder „religiöse“ Aktivitäten verwickelt gewesen seien. Für einen Teil der Internierungslager in Xinjiang verwendete Leutner die staatlich-chinesische Bezeichnung „berufliche Ausbildungszentren“ und beschrieb einen weiteren Teil der Internierungslager mit eigenen Worten als „Deradikalisierungszentren“, die „in den Jahren 2017 und 2018 geschaffen“  und „2019 wieder aufgelöst“ worden seien.
In einem von Clare Daly und Mick Wallace eingebrachten Änderungsantrag der Fraktion GUE/NGL im Europäischen Parlament vom 16. Dezember 2020 erwähnen sie Zenz im Zusammenhang mit seiner Arbeit zu Vorwürfen der Zwangsarbeit von Uiguren: Zenz habe sich selbst als „von Gott angeleitet“ und auf einer „Mission“ befindlich bezeichnet; Daly und Wallace schreiben, dass Zenz „ein evangelikaler christlicher Fundamentalist“ sei, und stufen die das Thema der Zwangsarbeit von Uiguren behandelnden Berichte des Australian Strategic Policy Institute (ASPI) und des Center for Strategic and International Studies (CSIS) als „haltlos“ ein. In einem weiteren von Daly und Wallace eingebrachten Änderungsantrag fordern sie „die EU und die Mitgliedstaaten auf, keinen kalten Krieg gegen China zu führen“. In der angenommenen Fassung der Gemeinsamen Entschließung des EU-Parlaments vom 17. Dezember 2020 zur Zwangsarbeit und Lage der Uiguren in Xinjiang erfuhren diese von Daly und Wallace eingebrachten Änderungsanträge keine Berücksichtigung. Stattdessen verurteilte die Entschließung in Ziffer 1 „aufs Schärfste das staatliche System der Zwangsarbeit, in dessen Rahmen insbesondere Uiguren, ethnische Kasachen und Kirgisen sowie andere muslimische Minderheiten in sowohl innerhalb als auch außerhalb von Internierungslagern befindlichen Fabriken in Xinjiang ausgebeutet werden“.
Der China-Korrespondent Fabian Kretschmer bezeichnete Zenz am 23. September 2020 in einem in der taz erschienenen Artikel als „umstritten“, da ihm chinesische Staatsmedien „seinen radikal evangelikalen Hintergrund“ vorwerfen würden und bemängelten, dass Zenz seit einem Zeitraum von über zehn Jahren nicht mehr China besucht habe. Auch der Umstand, dass Zenz für den rechtskonservativen Thinktank „Victims of Communism Memorial Foundation“ arbeite, der über „enge Verbindungen zur CIA“ verfüge, lasse ihn in „dubiosem Licht“ erscheinen. Andererseits, so Kretschmer weiter, stütze sich Zenz in seiner Forschung jedoch vorwiegend auf direkt vom chinesischen Staat stammende und öffentlich verfügbare Dokumente und Social-Media-Veröffentlichungen chinesischer Behörden und Lokalregierungen, und seine Forschung sei weiterhin „wissenschaftlich haltbar“, selbst wenn sie „von der US-Regierung für ihre harsche Anti-China-Politik instrumentalisiert“ werde.
Der Sinologe Björn Alpermann (Julius-Maximilians-Universität Würzburg) räumte ein, dass die den Diskurs zu Chinas Vorgehen in Xinjiang in den liberalen Demokratien dominierenden Forschungsarbeiten, bei denen Zenz einen „überdimensional großen Teil zur Aufdeckung und Thematisierung der Menschenrechtsverstöße in der Region“ beitrug, auffallend oft von Denkfabriken und anderen Institutionen mit konservativer Ausrichtung bestimmt wurden, die Sicherheitspolitik zum Fokus haben und überdies besondere Nähe zu Rüstungsindustrie und Nachrichtendiensten der USA aufweisen, wie beispielsweise die US-amerikanischen Think Tanks Center for Strategic and International Studies (CSIS), Jamestown Foundation oder das Australian Strategic Policy Institute (ASPI), dessen Xinjiang-Recherchen teils vom US-amerikanischen Verteidigungsministerium finanziert wurden. Während Xinjiang so zum thematischen Objekt geopolitischer Spannungen geworden sei, instrumentalisierten laut Alpermann bestimmte politische Kräfte in den USA, deren Motive womöglich vorrangig die strategische Rivalität zwischen den USA und der VR China betrafen und nicht Menschenrechte, die uigurischen Minderheit im Rahmen ihrer Behandlung durch den chinesischen Staat thematisch, beispielsweise mit dem Ziel der Rechtfertigung von Sanktionen gegen China. Alpermann hält eine quellenkritische Betrachtung der Studien von Zenz für „durchaus angebracht“, um zu „eigenständigen Schlüssen zu gelangen“. Er bezeichnet auch die Frage, ob internationale Medien die Berichte über Menschenrechtsverletzungen in China zu bereitwillig und unkritisch aufgenommen haben, für „berechtigt“. Schließlich hält Alpermann auch die Einstufung des Vorgehens China in Xinjiang als „Genozid“ durch Parlamente in westlichen Demokratien für diskussionswürdig. In dem sozialen Netzwerk LinkedIn hob Alpermann jedoch hervor, dass die Ebene der geopolitischen Auseinandersetzung, also auch die Frage, welche Organisationen Forschung zu Menschenrechten in Xinjiang fördern, auseinandergehalten werden müsse von der Frage, was über die Vorgänge in Xinjiang bekannt und wie gut es belegt sei. Angesprochen auf Adrian Zenz in seiner Rolle als „wichtigste Quelle der westlichen Medien für die Vorwürfe gegen die chinesische Regierung“ und seinen Vorwurf „einer demographischen Genozidkampagne“ erklärte Alpermann in einem im Februar 2022 erschienenen Interview mit der Wochenzeitung Jungleworld, man müsse „weder die Person Adrian Zenz sympathisch finden noch die politische Agenda seiner Geldgeber gutheißen, um zu dem Schluss zu kommen, dass die Geburtenkontrolle in Xinjiang verschärft wurde“.
Uwe Behrens bezeichnete in der Tageszeitung Neues Deutschland einen im März 2021 veröffentlichten Bericht des Newlines Institute for Strategy and Policy als „Aneinanderreihung von ungeprüften Sekundärinformationen und Aussagen von im Ausland lebenden Uiguren“, der „letztendlich auf der Internetrecherche des Anthropologen Adrian Zenz“ basiere.

## Schriften (Auswahl)
- Adrian Zenz und Marlon L. Sias: Worthy to Escape: Why All Believers Will Not Be Raptured Before the Tribulation, Westbow Press, 2012, ISBN 978-1-4497-6908-6.
- Adrian Zenz: ‘Tibetanness’ under threat? – Neo-integrationism, Minority Education and Career Strategies in Qinghai, P.R. China (= Inner Asia book series. Band 9). Brill, Leiden u. a. 2014, ISBN 978-90-04-25796-2 (erschienen 2013).
- Adrian Zenz: New Evidence for China’s Political Re-Education Campaign in Xinjiang, jamestown.org, 18. Mai 2018. Veröffentlicht als: China Brief, Volume 18, Nr. 10.

Der Herausgeber gibt im Artikel an, dass es sich dabei um eine gestraffte Fassung einer Studie handelt, die in ihrer Langfassung 2018 vom Fachjournal Central Asian Survey zur Veröffentlichung angenommen wurde und für die im September 2018 dann eine korrigierte Aktualisierung in der Fachzeitschrift erfolgte (Adrian Zenz: ‘Thoroughly reforming them towards a healthy heart attitude’: China’s political re-education campaign in Xinjiang. In: Central Asian Survey. Band 38, 1 (Securitization, insecurity and conflict in contemporary Xinjiang), 2019, S. 102–128, doi:10.1080/02634937.2018.1507997. Online veröffentlicht am 5. September 2018). Diese Studie diente als wichtige Grundlage für Experten des UN-Ausschusses für die Beseitigung der Rassendiskriminierung, der die Situation der ethnischen Minoritäten in Xinjiang im August 2018 in Genf behandelte und die Verbreitung der Angabe förderte, dass sich die Anzahl der in Internierungslagern Xinjiangs festgehaltenen Angehörigen der ethnischen Minderheit der Uiguren auf über eine Million belaufe.
- Adrian Zenz: ‘Thoroughly reforming them towards a healthy heart attitude’: China’s political re-education campaign in Xinjiang. In: Central Asian Survey. Band 38, 1 (Securitization, insecurity and conflict in contemporary Xinjiang), 2019, S. 102–128, doi:10.1080/02634937.2018.1507997. Online veröffentlicht am 5. September 2018.

Die Kalkulationen dieser Studie, die in einer Vorabversion im Mai 2018 veröffentlicht wurden und von bis zu einer Million inhaftierten Angehörigen ethnischer Minderheiten in den Umerziehungslagern Xinjiangs ausgingen, führten international erstmals zu einer deutlich gesteigerten Aufmerksamkeit für das Thema der Masseninternierungen von Uiguren. Für die Version von Mai 2018 veröffentlichte die Denkfabrik Jamestown Foundation zudem eine gestraffte Fassung (Adrian Zenz: New Evidence for China’s Political Re-Education Campaign in Xinjiang, jamestown.org, 18. Mai 2018. Veröffentlicht als: China Brief, Volume 18, Nr. 10).
- Adrian Zenz: Brainwashing, Police Guards and Coercive Internment: Evidence from Chinese Government Documents about the Nature and Extent of Xinjiang’s “Vocational Training Internment Camps”. In: jpolrisk.com. Band 7, Nr. 7, Juli 2019 (online). (Online veröffentlicht als: Brainwashing, Police Guards and Coercive Internment: Evidence from Chinese Government Documents about the Nature and Extent of Xinjiang’s “Vocational Training Internment Camps”. In: jpolrisk.com. 1. Juli 2019, abgerufen am 22. Mai 2020.)
- Adrian Zenz: Beyond the Camps: Beijing’s Long-Term Scheme of Coercive Labor, Poverty Alleviation and Social Control in Xinjiang. In: jpolrisk.com. Band 7, Nr. 12, Dezember 2019 (online). (Online veröffentlicht als: Beyond the Camps: Beijing’s Long-Term Scheme of Coercive Labor, Poverty Alleviation and Social Control in Xinjiang. In: jpolrisk.com. 10. Dezember 2019, abgerufen am 22. Mai 2020.) Vgl. auch: Adrian Zenz: Beyond the Camps: Beijing's Grand Scheme of Forced Labor, Poverty Alleviation and Social Control in Xinjiang. In: SocArXiv Papers. 12. Juli 2019 (online).

Erste Studie zur Zwangsarbeit von Uiguren in China, die einer Reihe weiterer Studien zum Thema den Anstoß gab.
- Adrian Zenz: Sterilizations, IUDs, and Mandatory Birth Control: The CCP’s Campaign to Suppress Uyghur Birthrates in Xinjiang. In: jamestown.org. 2020, ISBN 978-1-73527-529-1 (jamestown.org [PDF]). Aktualisierte Version: Adrian Zenz: Sterilizations, IUDs, and Mandatory Birth Control: The CCP’s Campaign to Suppress Uyghur Birthrates in Xinjiang: Updated July 21, 2020. Hrsg.: The Jamestown Foundation. 2020, ISBN 978-1-73527-529-1, S. 1–28 (englisch,  [PDF; 1,8 MB]).

Erste systematische Studie zur Geburtenkontrolle während der Amtszeit von Chen Quanguos als KPCh-Sekretär Xinjiangs.
- Adrian Zenz: ‘End the dominance of the Uyghur ethnic group’: an analysis of Beijing’s population optimization strategy in southern Xinjiang. In: Central Asian Survey. 2021, doi:10.1080/02634937.2021.1946483. Online veröffentlicht am 24. August 2021.

Erste wissenschaftliche Analyse mit vorherigem Peer-Review, die die langfristigen demographischen Auswirkungen des mehrjährigen Vorgehens der VR China gegen die Uiguren und anderen turksprachigen Minderheiten in Xinjiang behandelt.
- Adrian Zenz: The Xinjiang Papers: An Introduction. (PDF) In: uyghurtribunal.com (Statement-PDF - Saturday 27th November 2021 (Conducted virtually)). 27. November 2021. Vgl. dazu auch: Adrian Zenz: The Xinjiang Papers: An Analysis of Key Findings and Implications for the Uyghur Tribunal in London. (PDF) In: uyghurtribunal.com. 9. Dezember 2021.

Das von Zenz mit dieser Studie analysierte Datenleak der „Xinjiang Papers“ deckte die zentralisierte Befehlskette hinter der Sicherheitspolitik in Xinjiang auf.
- Adrian Zenz: The Xinjiang Police Files: Re-Education Camp Security and Political Paranoia in the Xinjiang Uyghur Autonomous Region. In: The Journal of the European Association for Chinese Studies. 3 (Visual Materials), 24. Mai 2022, S. 1–56, doi:10.25365/jeacs.2022.3.zenz (online – Lizenz: Creative Commons Attribution 4.0 International License).